# Чемпионат России по боксу среди женщин 2017
Чемпионат России по боксу среди женщин 2017 года проходил в Покровском с 3 по 9 апреля. В соревновании приняли участие 167 спортсменок, разыгравшие награды в 10 весовых категориях.

## Медалисты
| Весовая категория | Золото                                                      | Серебро                                                                 | Бронза                                                                                |
| ----------------- | ----------------------------------------------------------- | ----------------------------------------------------------------------- | ------------------------------------------------------------------------------------- |
| до 48 кг          | Екатерина Пальцева Московская область / Мордовия            | Зоя Исаева Якутия                                                       | Юлия Чумгалакова Московская область Екатерина Пинигина Ростовская область             |
| до 51 кг          | Елена Савельева Московская область                          | Александра Кулешова Челябинская область                                 | Гелюса Галиева Московская область Светлана Солуянова Москва / Ульяновская область     |
| до 54 кг          | Виктория Кулешова Московская область                        | Саяна Сагатаева Московская область / Хакасия                            | Ольга Гурова Москва Карина Тазабекова Санкт-Петербург                                 |
| до 57 кг          | Наталья Самохина Новосибирская область                      | Екатерина Сычёва Ямало-Ненецкий автономный округ / Оренбургская область | Мария Сартакова Челябинская область Карина Хажиханова Москва                          |
| до 60 кг          | Анастасия Белякова Московская область / Челябинская область | Наталья Шадрина Бурятия                                                 | Дарья Абрамова Тульская область / Рязанская область Анастасия Эсман Москва            |
| до 64 кг          | Александра Ордина Санкт-Петербург                           | Ирина Русских Челябинская область                                       | Елена Устинова Алтайский край Ирина Сафарова Ханты-Мансийский автономный округ — Югра |
| до 69 кг          | Саадат Далгатова Московская область                         | Дарья Семашко Москва                                                    | Александра Кузина Татарстан Эльмира Азизова Татарстан                                 |
| до 75 кг          | Ярослава Якушина Московская область / Краснодарский край    | Дарима Сандакова Московская область / Бурятия                           | Оксана Трофимова Челябинская область Анна Анфиногенова Кемеровская область            |
| до 81 кг          | Любовь Юсупова Ханты-Мансийский автономный округ — Югра     | Анна Гладких Ставропольский край                                        | Матрёна Вячкина Москва Мария Уракова Чукотский автономный округ                       |
| свыше 81 кг       | Мария Шишмарёва Московская область / Забайкальский край     | Александра Дмитриева Красноярский край                                  | Елена Кузина Челябинская область Виктория Герасименко Ставропольский край             |